# Ligne 5 du métro de Pékin
La ligne 5 est l'une des 25 lignes du réseau métropolitain de Pékin, en Chine.

## Historique
Les travaux de construction commencent en décembre 2002 et la ligne est mise en service le 7 octobre 2007.

## Tracé et stations
La ligne circule sur 28 km de Tiantongyuan Nord (zh) (天通苑北站), dans le quartier résidentiel le plus peuplé qu'est Tiantongyuan, au nord de Pékin à Songjiazhuang (zh) (宋家庄站) au sud. Elle est en correspondance avec les lignes 1, 2, 4, 6, 7, 10, 13, 14, 15 et la ligne suburbaine Yizhuang qui la prolonge au sud.
Stations : Beixinqiao, ...

## Galerie

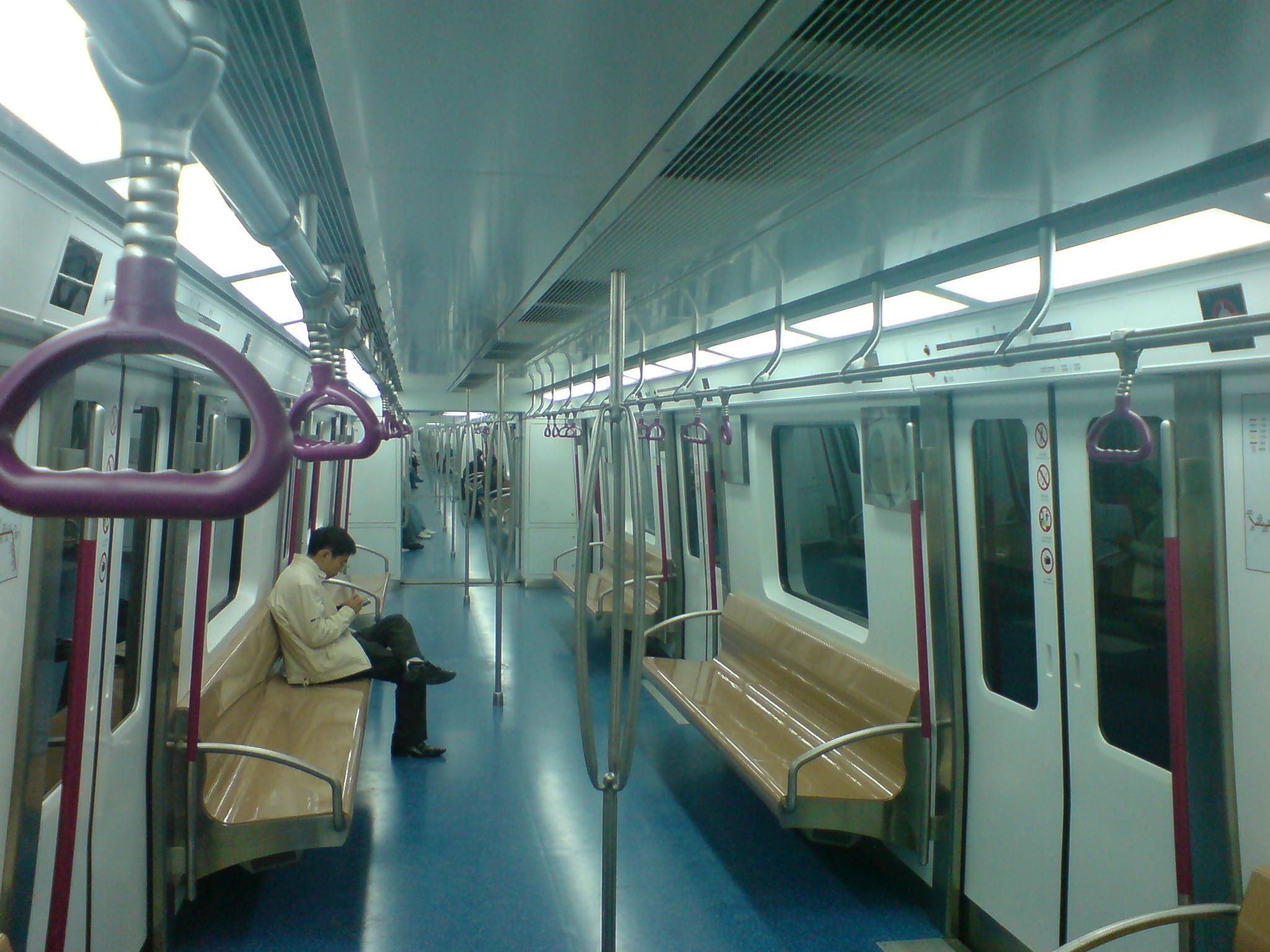
Intérieur d'une rame
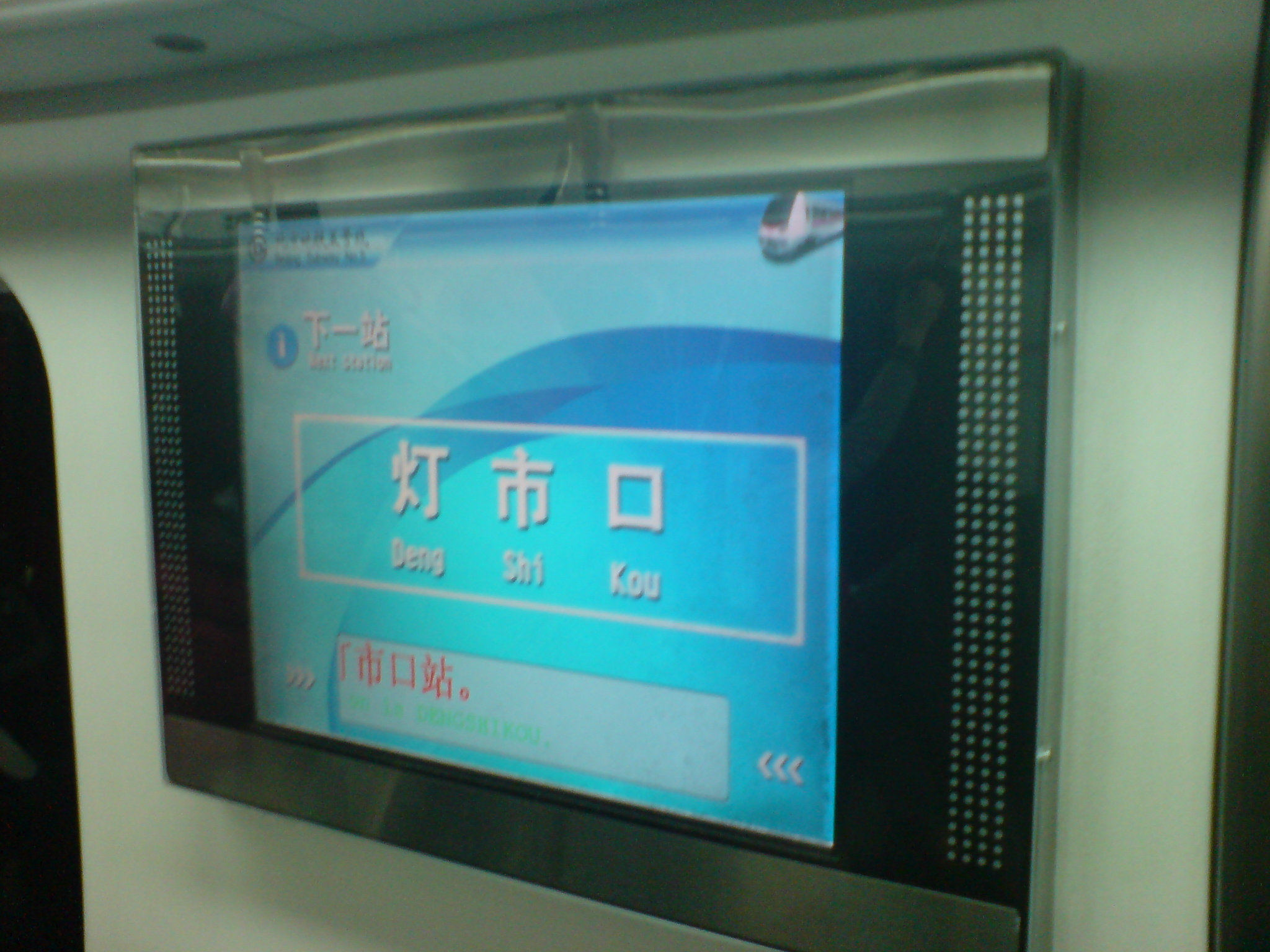
Écran indiquant la station dans les rames.